# Havaika pubens
Havaika pubens is een spinnensoort uit de familie springspinnen (Salticidae). De soort komt voor in Hawaï.